# (416) Vaticana
(416) Vaticana es un asteroide perteneciente al cinturón de asteroides descubierto el 4 de mayo de 1896 por Auguste Honoré Charlois desde el observatorio de Niza, Francia.
Toma su nombre de la Colina Vaticana, colina de Roma donde se asienta Ciudad del Vaticano.